# Unterstraße 5 (Korschenbroich)

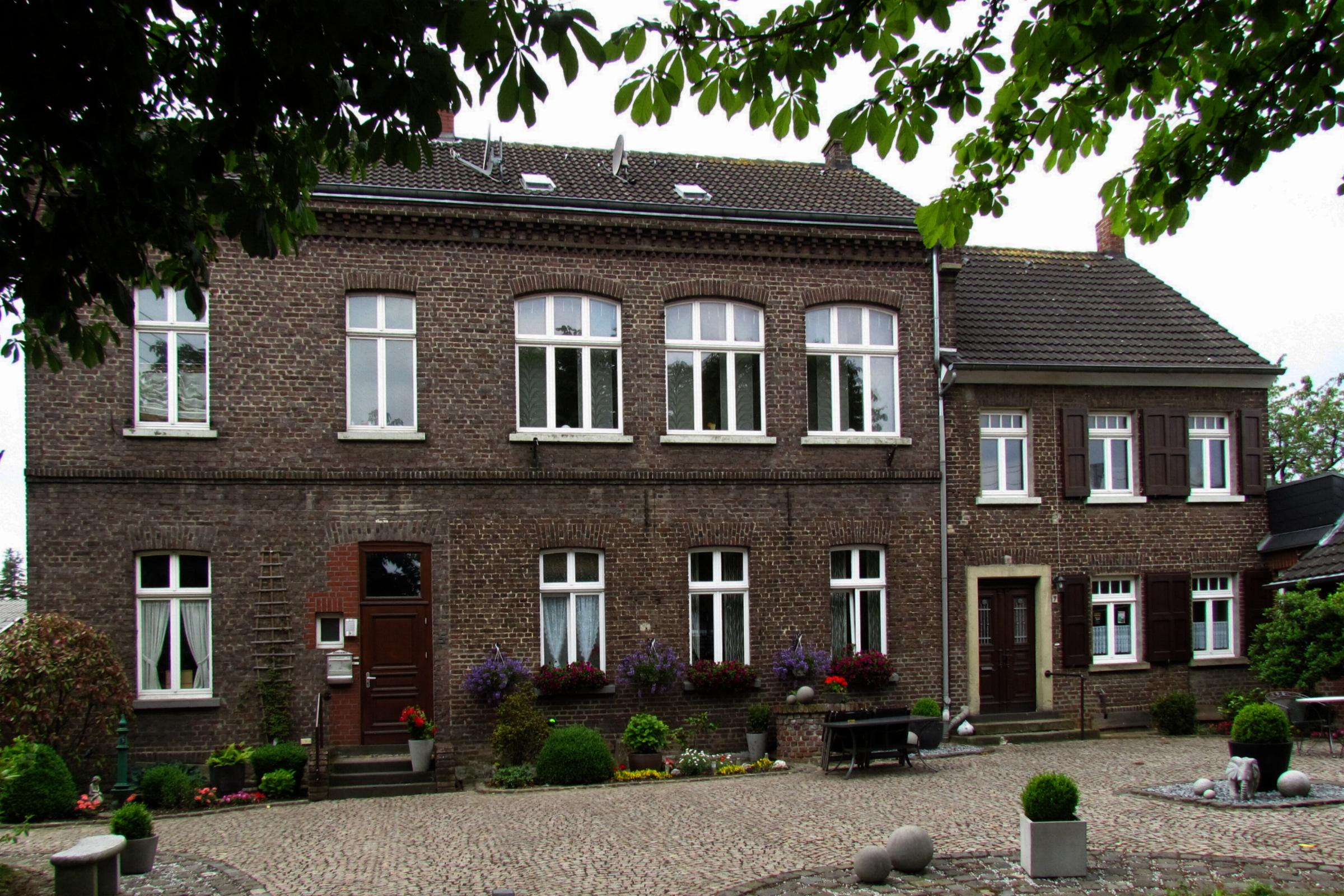
Ehemaliges Schulgebäude

Das ehemalige Schulgebäude Unterstraße 5 steht im Stadtteil Lüttenglehn in Korschenbroich im Rhein-Kreis Neuss in Nordrhein-Westfalen.
Das Gebäude wurde 1855 erbaut und unter Nr. 191 am 18. Dezember 1991 in die Liste der Baudenkmäler in Korschenbroich eingetragen.

## Architektur
Es handelt sich hierbei um ein zweigeschossiges Backsteingebäude aus dem Jahre 1859, das im Jahre 1891 durch einen Erweiterungsbau vergrößert wurde. Dieses Schulgebäude ist typisch für den Baustil seiner Zeit und wurde nur insgesamt geringfügig verändert. Das ursprüngliche Erscheinungsbild ist nach wie vor erhalten. Es ist bedeutend für die Entwicklung und Geschichte des Ortsteiles Lüttenglehn. Für seine Erhaltung und Nutzung liegen volkskundliche und städtebauliche Gründe vor.